# Schönbielhorn
Schönbielhorn är en bergstopp i Schweiz.   Den ligger i distriktet Visp och kantonen Valais, i den södra delen av landet, 100 km söder om huvudstaden Bern. Toppen på Schönbielhorn är 3 472 meter över havet, eller 123 meter över den omgivande terrängen. Bredden vid basen är 0,47 km.
Terrängen runt Schönbielhorn är huvudsakligen bergig. Runt Schönbielhorn är det glesbefolkat, med 20 invånare per kvadratkilometer.. Närmaste större samhälle är Zermatt, 9,1 km öster om Schönbielhorn. 
Trakten runt Schönbielhorn består i huvudsak av gräsmarker.